# Parortholitha chrysographa
Parortholitha chrysographa är en fjärilsart som beskrevs av Claude Herbulot 1972. Parortholitha chrysographa ingår i släktet Parortholitha och familjen mätare. Inga underarter finns listade i Catalogue of Life.